# Butter (film 1998)
Butter è un film statunitense del 1998 diretto da Peter Gathings Bunche.

## Trama
Alcuni dirigenti di una casa discografica uccidono un cantante con un'overdose perché stava per firmare un contratto in un'altra casa discografica e incastrano il fratello adottivo e manager che si dà alla fuga per trovare i veri assassini.